# Melanella frielei
Melanella frielei är en snäckart som först beskrevs av Jordan 1895.  Melanella frielei ingår i släktet Melanella, och familjen Eulimidae. Arten är reproducerande i Sverige.